# Tătârlaua, Alba
Tătârlaua (în maghiară Felsőtatárlaka, colocvial Tatárlaka, în dialectul săsesc Taterlôch, în germană Taterloch, alternativ Tatarloch, Tatarlau ) este un sat în comuna Cetatea de Baltă din județul Alba, Transilvania, România.

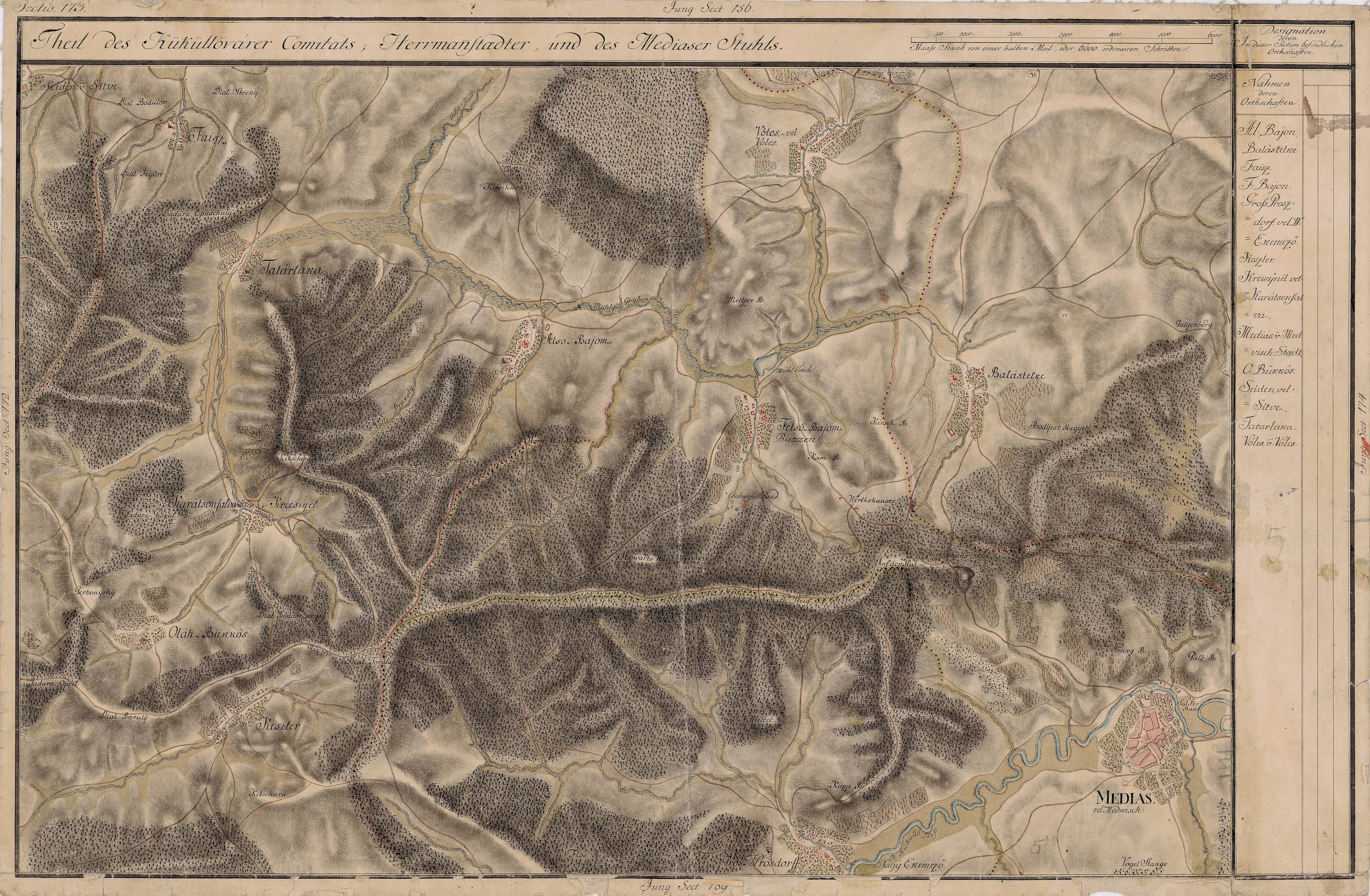
Tătârlaua (Tatárlaka) pe Harta Iosefină a Transilvaniei,
1769-1773 (Sectio 173)

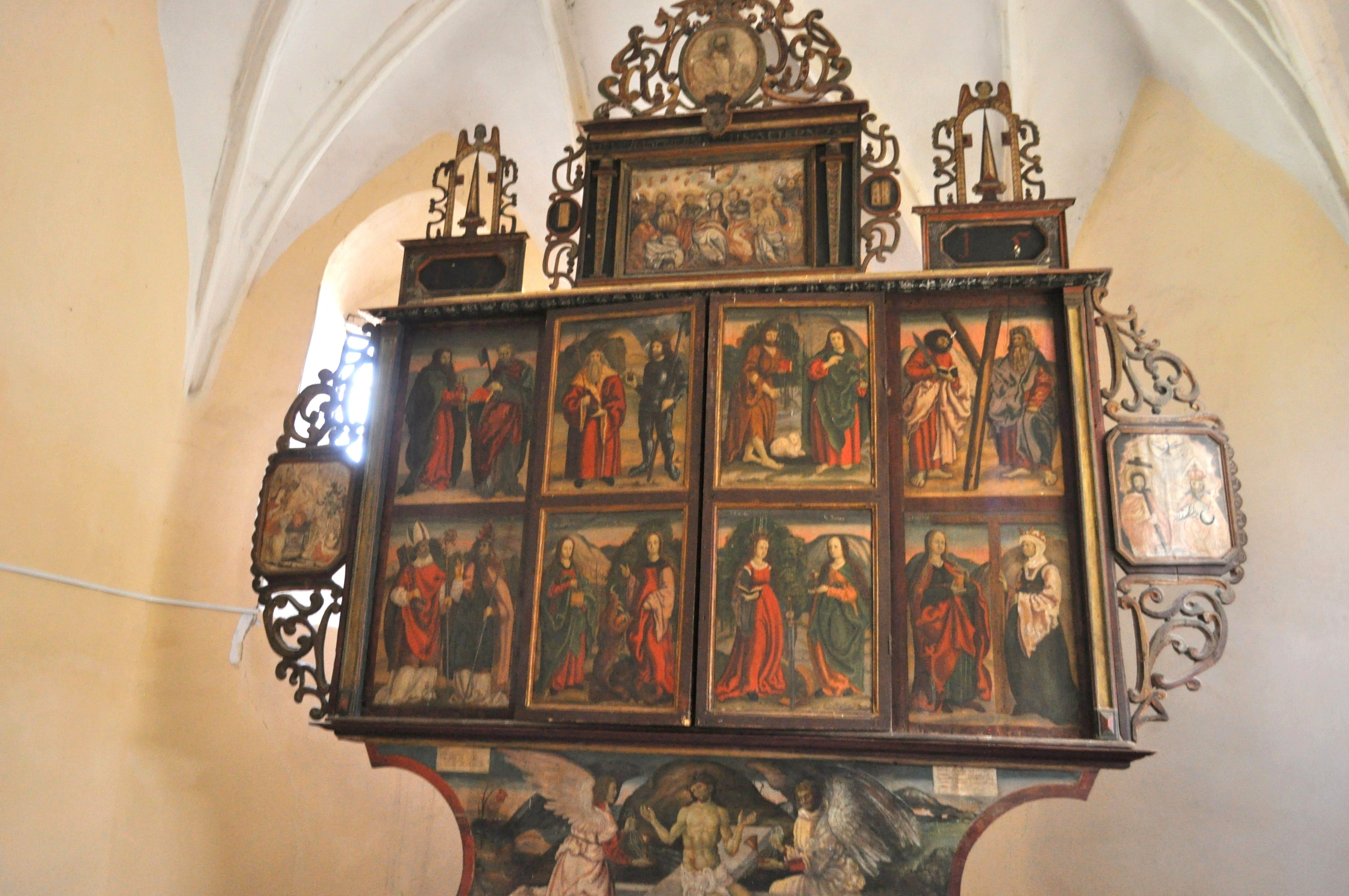
Altarul poliptic al bisericii evanghelice din Tătârlaua

## Istoric
Pe Harta Iosefină a Transilvaniei din 1769-1773 (Sectio 173) localitatea apare sub numele de "Tatárlaka".

## Lăcașuri de cult
- Biserica evanghelică din Tătârlaua, modest edificiu de stil gotic, odinioară având corul decorat în exterior cu picturi murale ("Sf. Cristofor"). Păstrează un valoros altar poliptic[2], opera pictorului Vincentius din Sibiu și a lemnarului Simon (1508). Cuprinde 12 compoziții la care se adaugă predela[3] cu scene biblice și figuri de sfinți. Lucrare reprezentativă pentru trecerea de la gotic la renaștere.

## Personalități
- Ioan Muntean (1886 - 1934), deputat în Marea Adunare Națională de la Alba Iulia, 1918

## Galerie de imagini

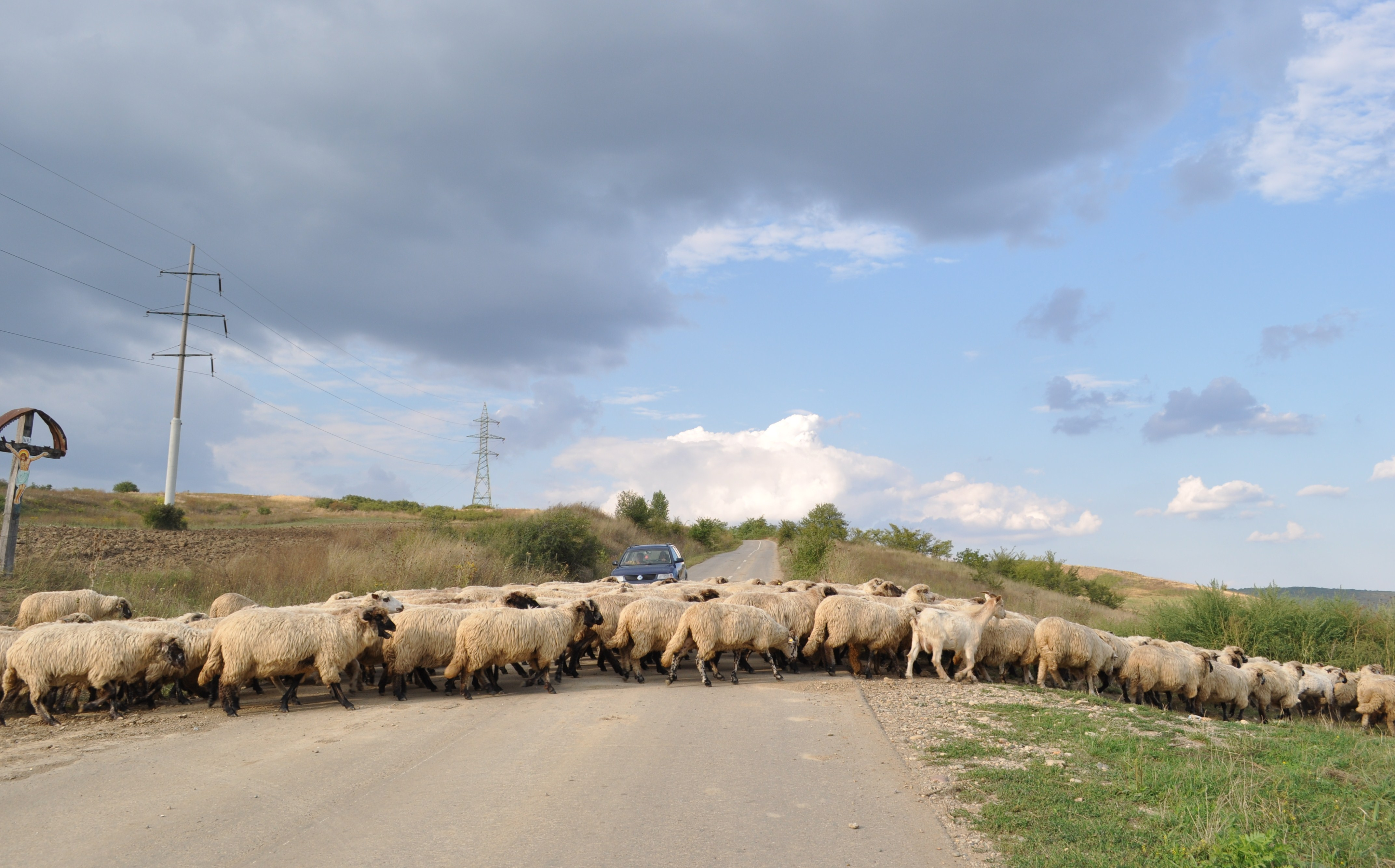
Drumul Cetatea de Baltă-Tătârlaua
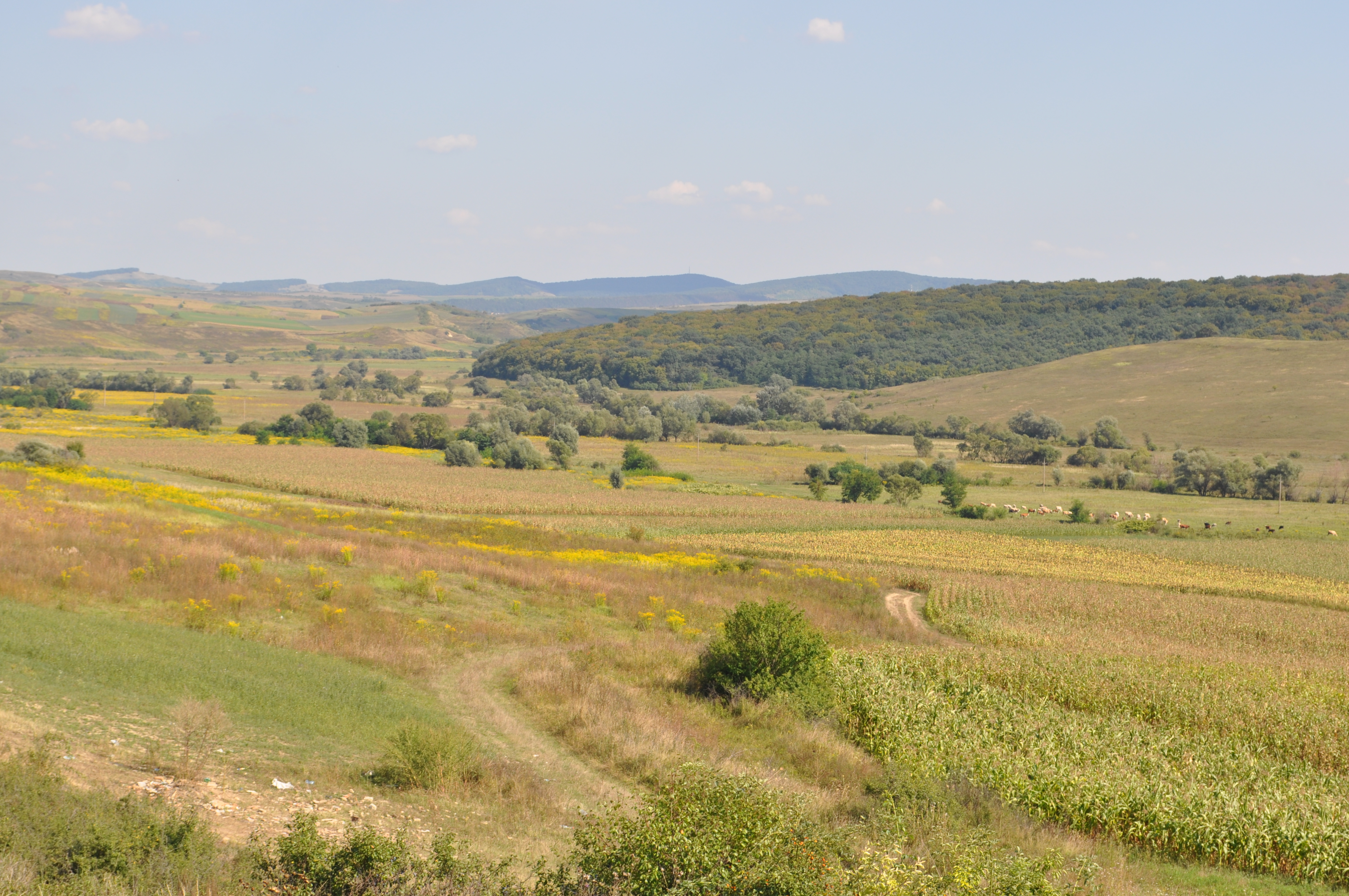
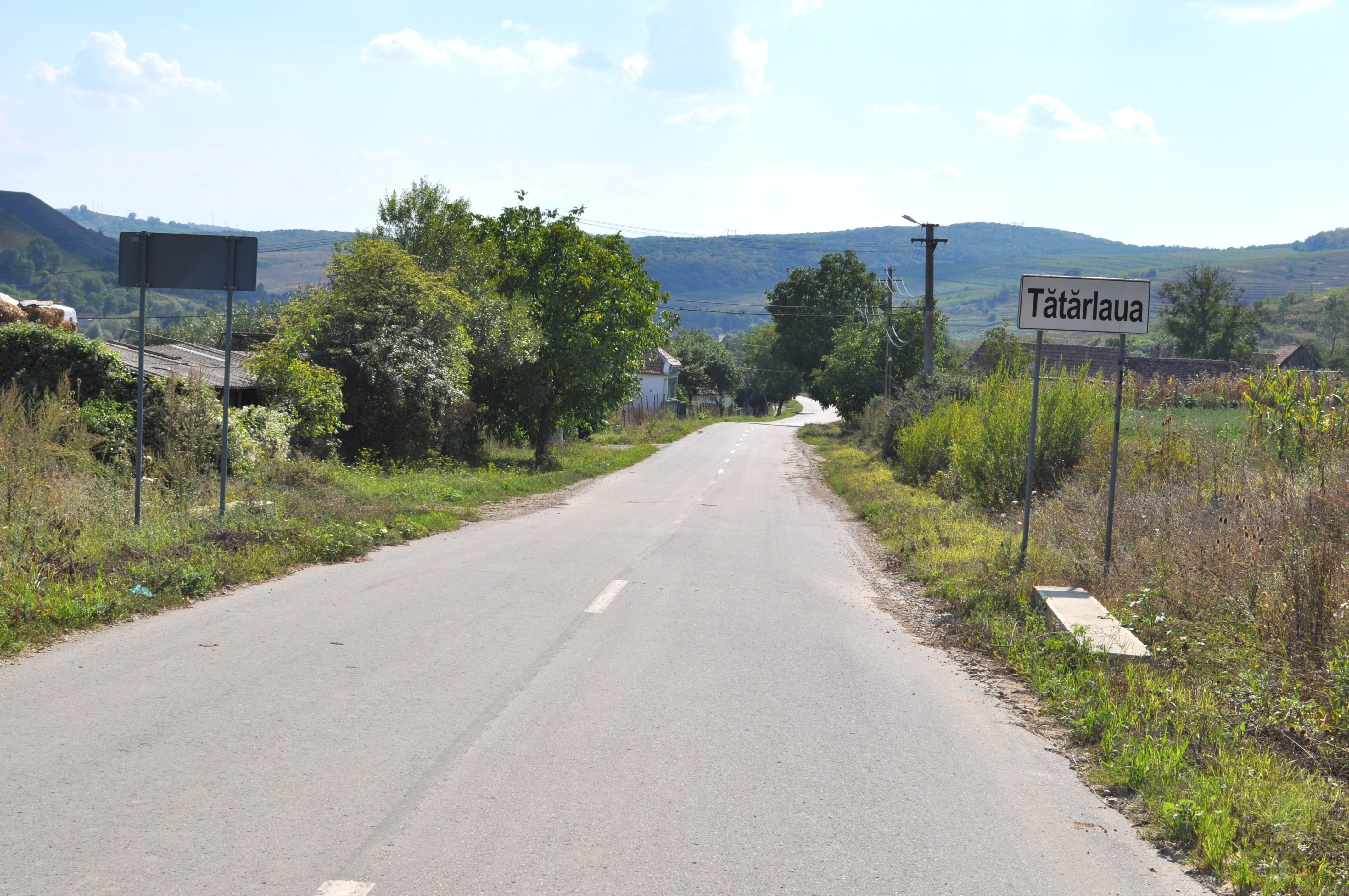
Intrarea dinspre Cetatea de Baltă
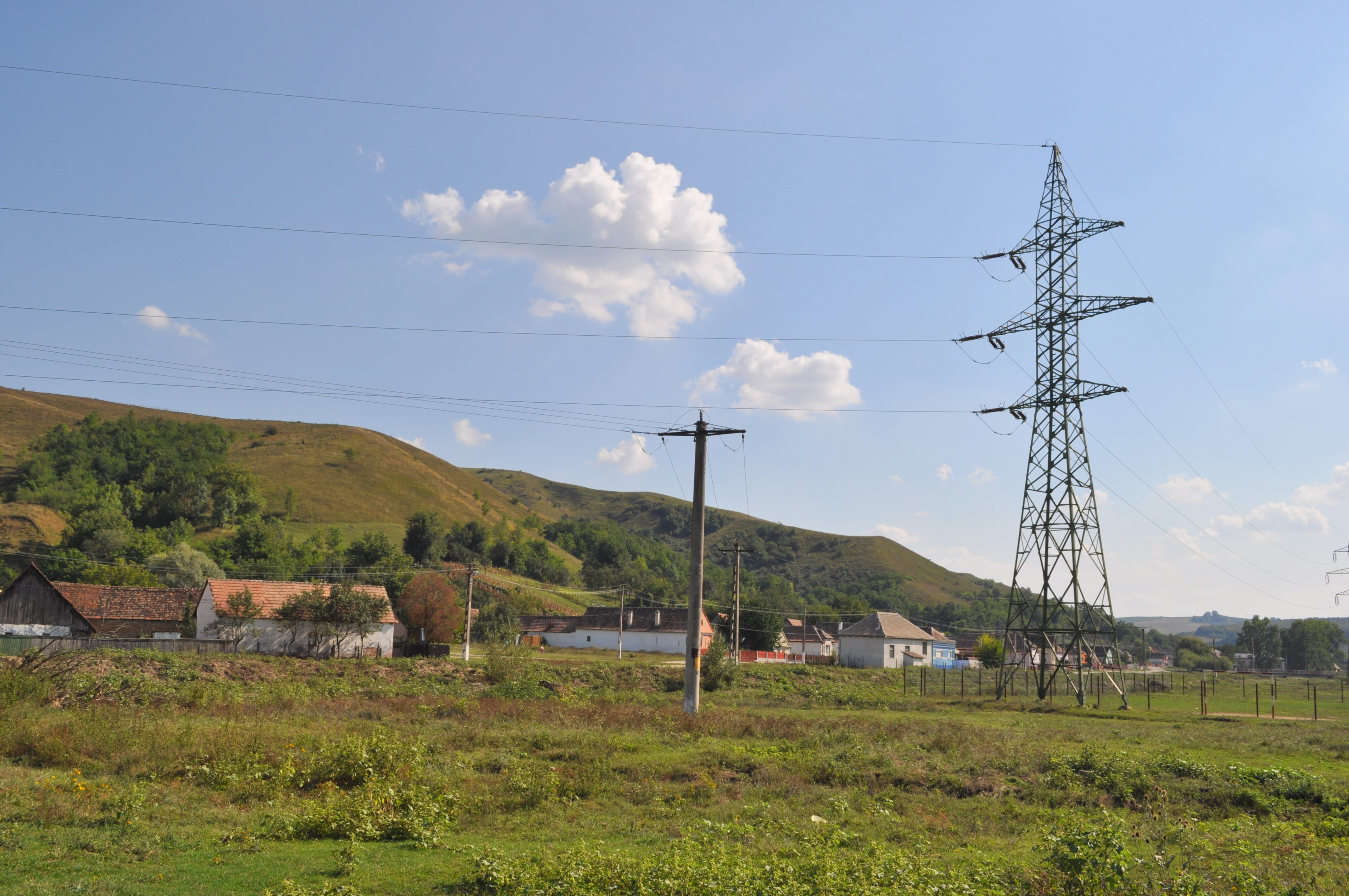
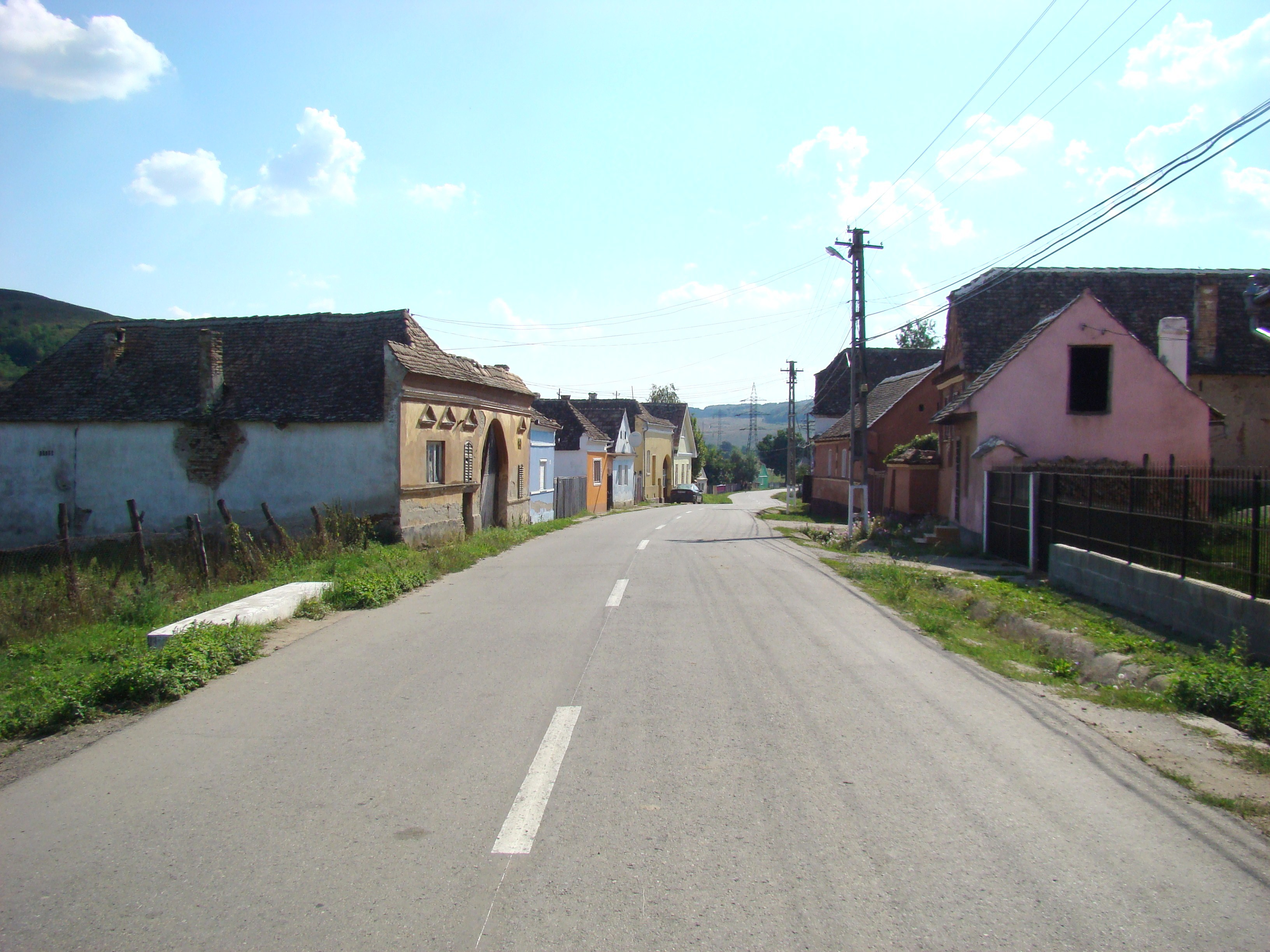
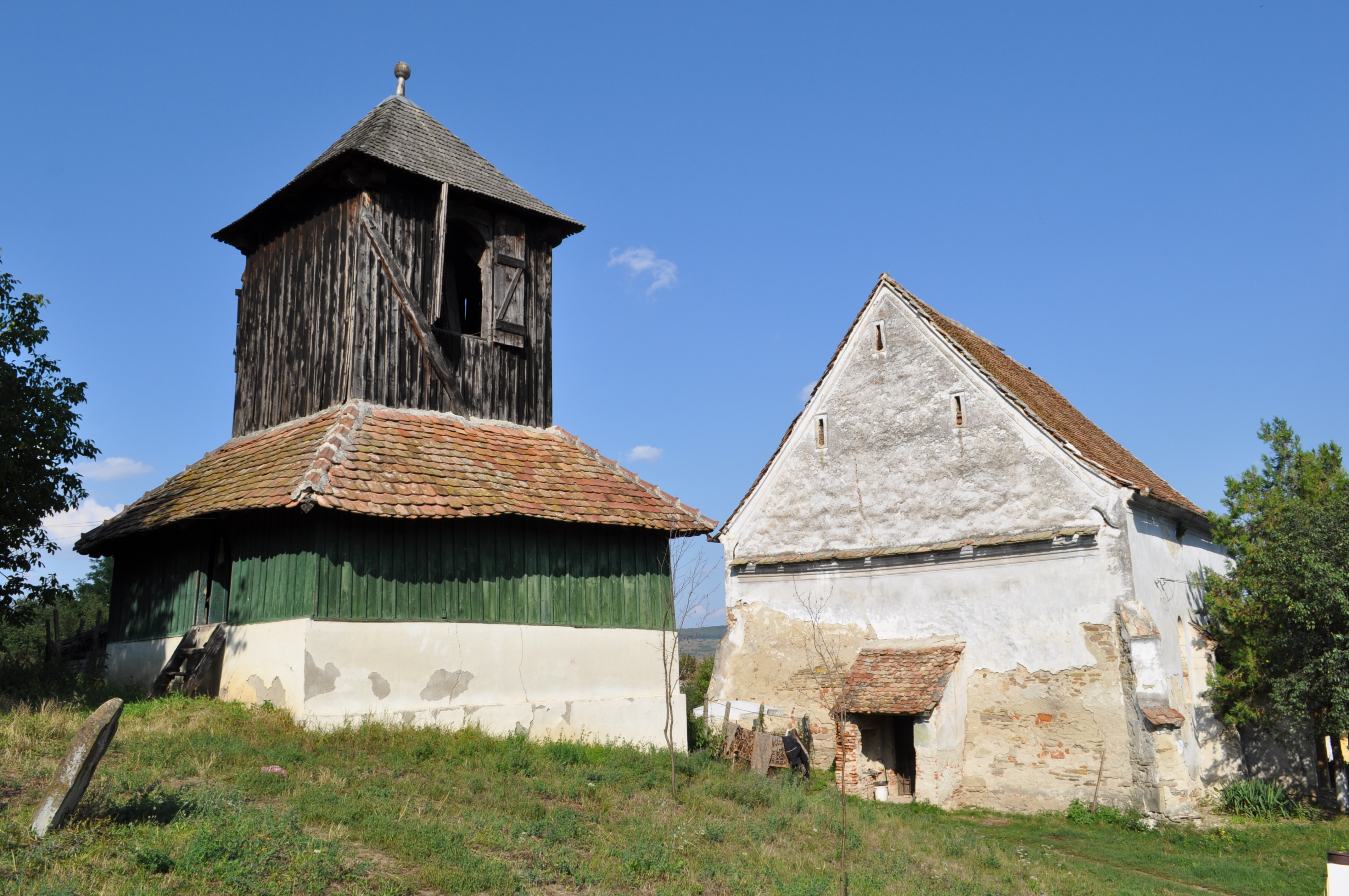
Biserica evanghelică, monument istoric
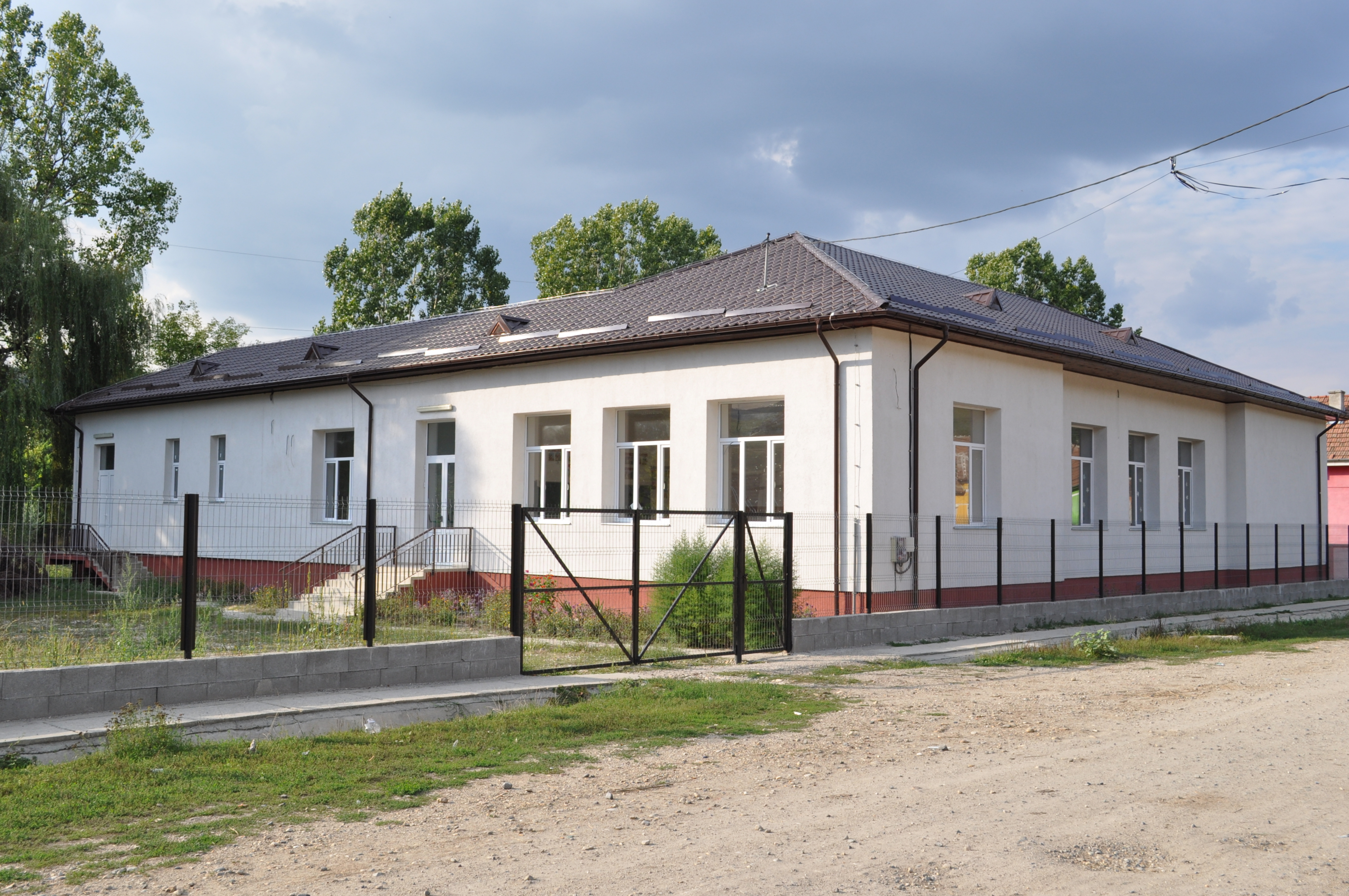
Școala
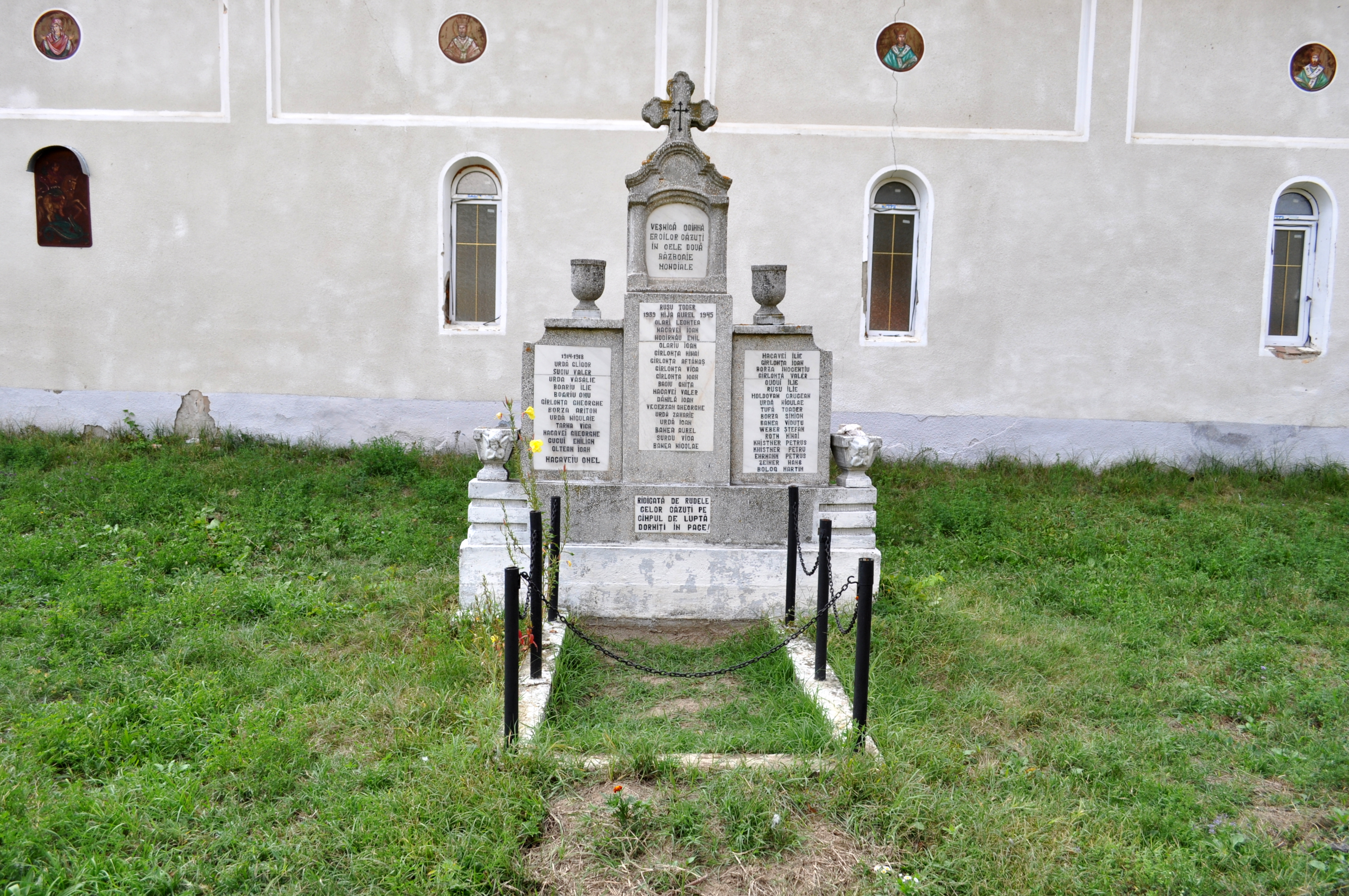
Monumentul Eroilor
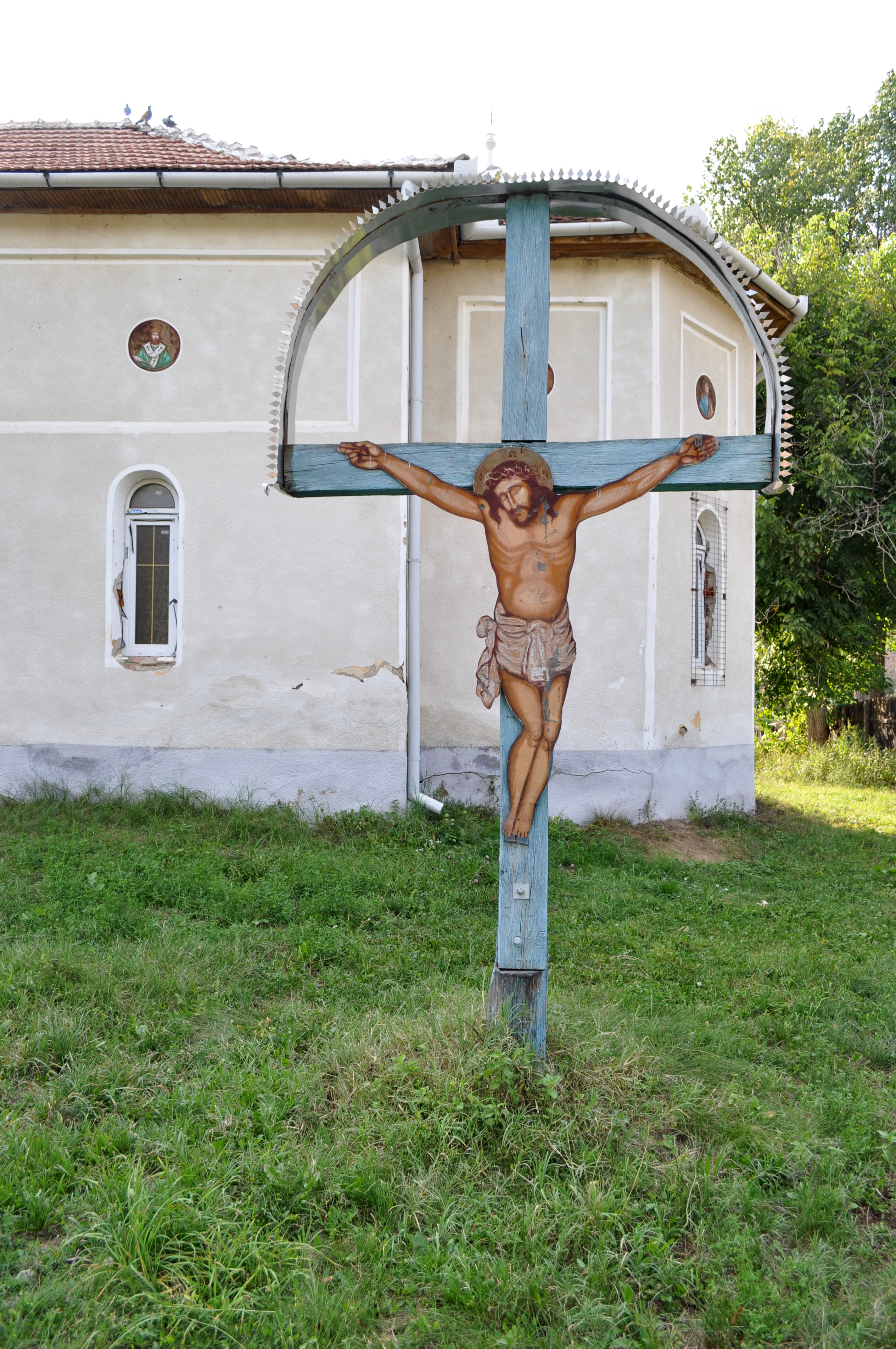
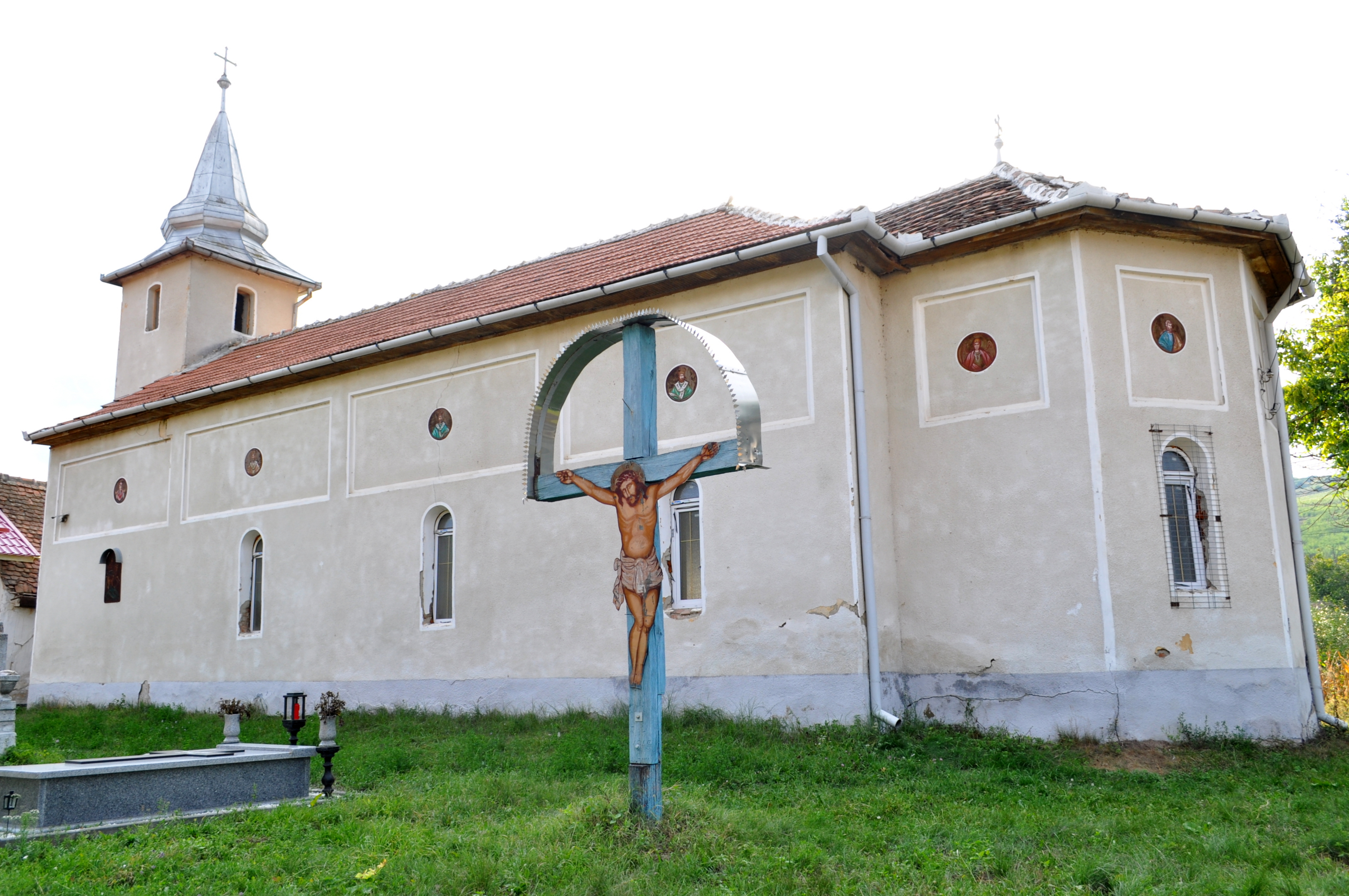
Biserica ortodoxă
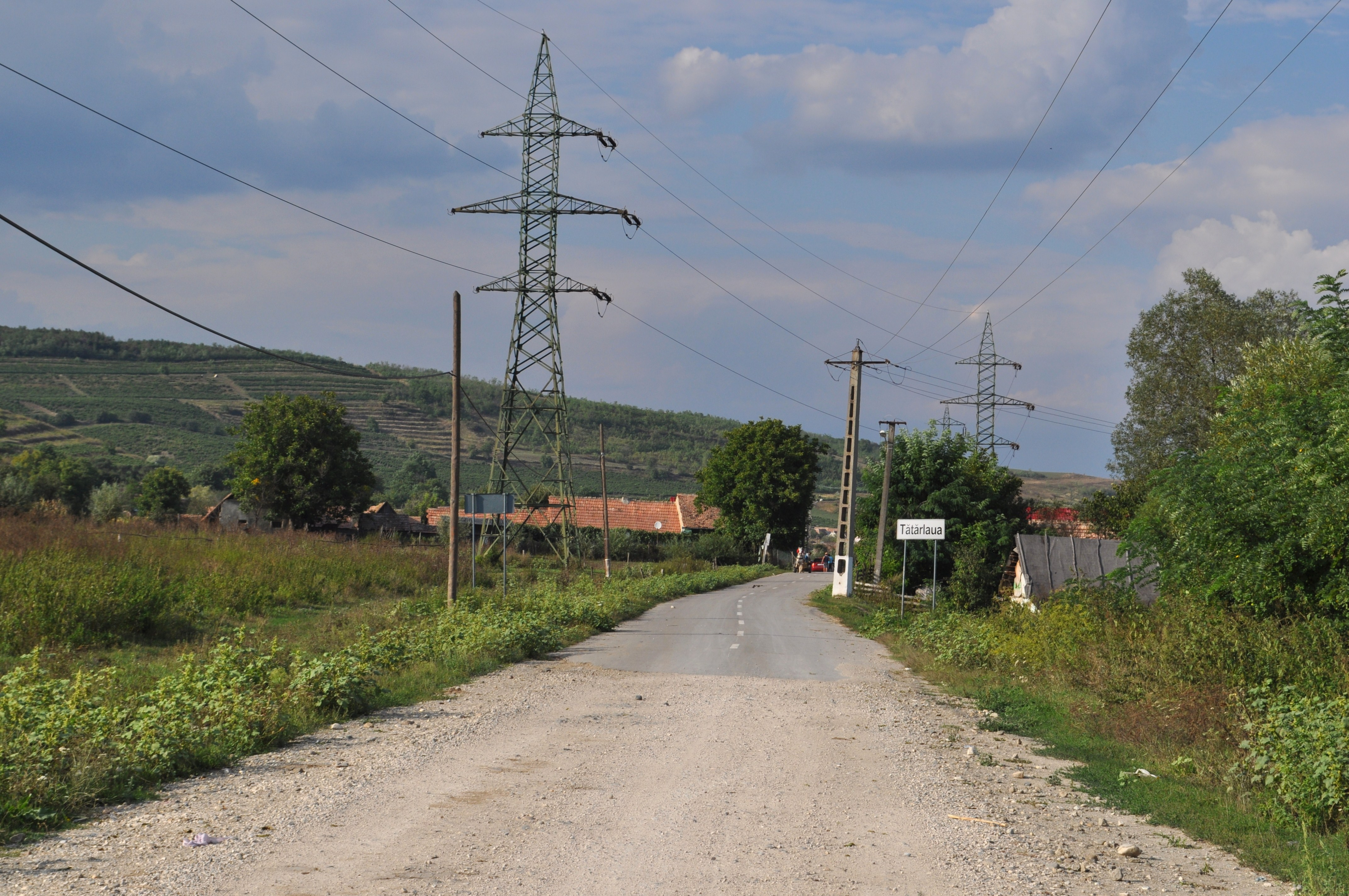
Intrarea dinspre Crăciunelu de Sus
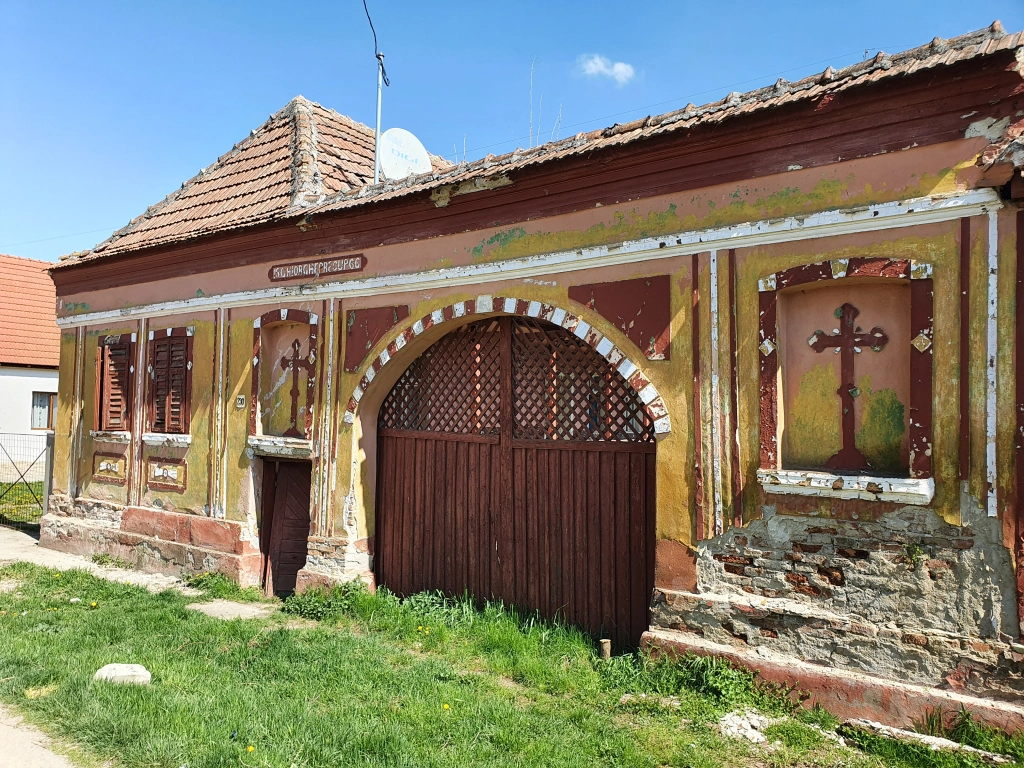
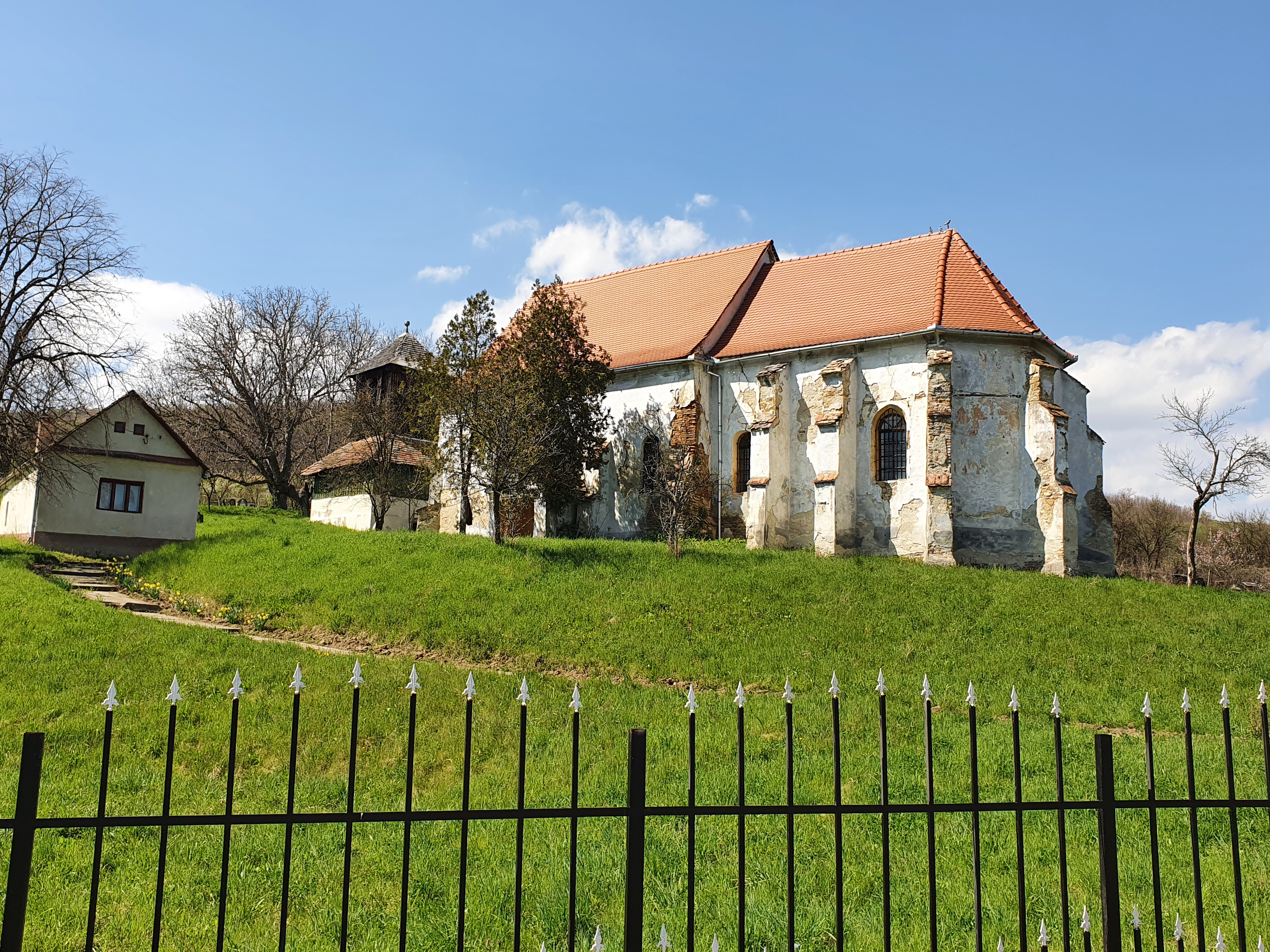
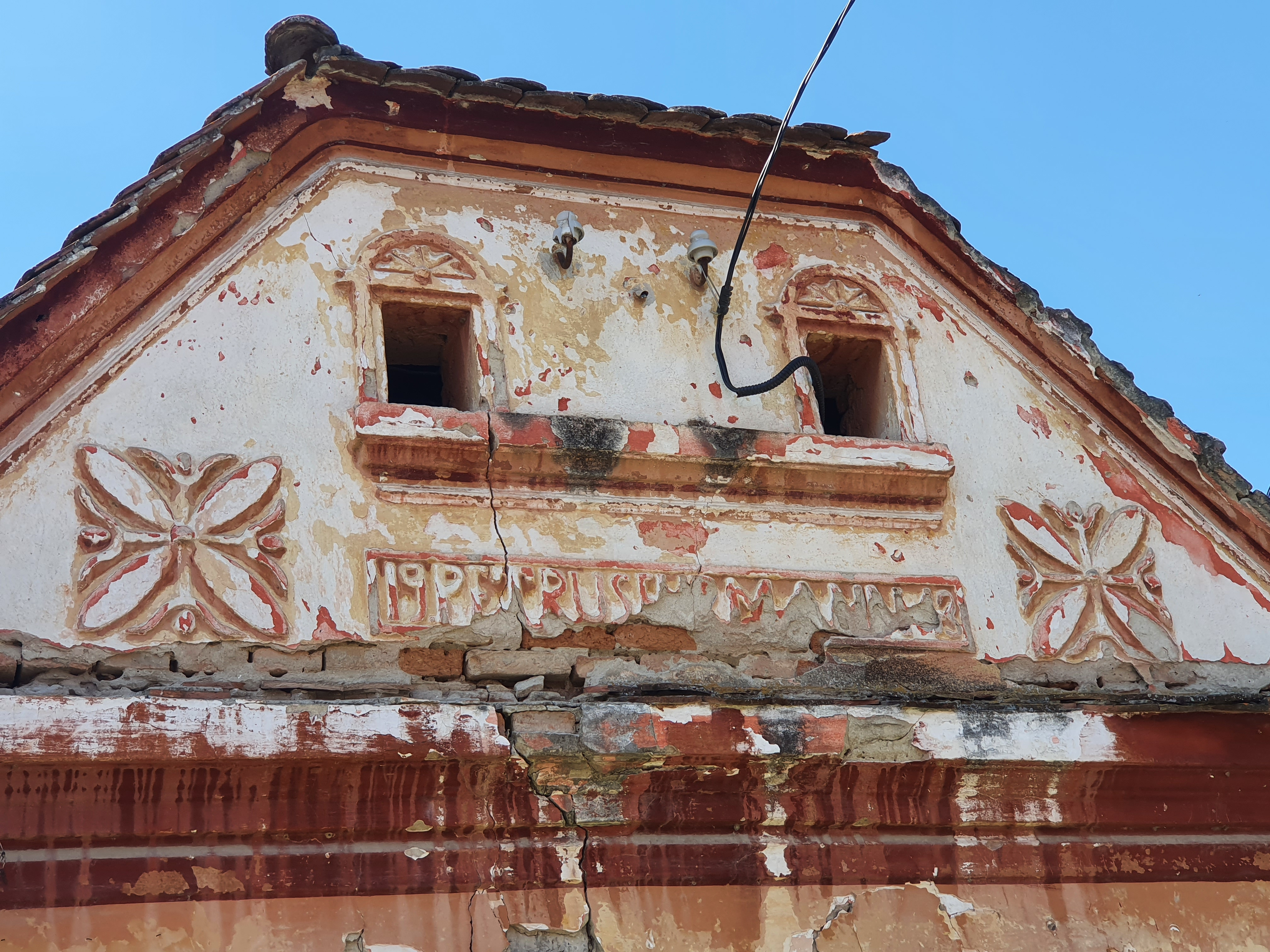
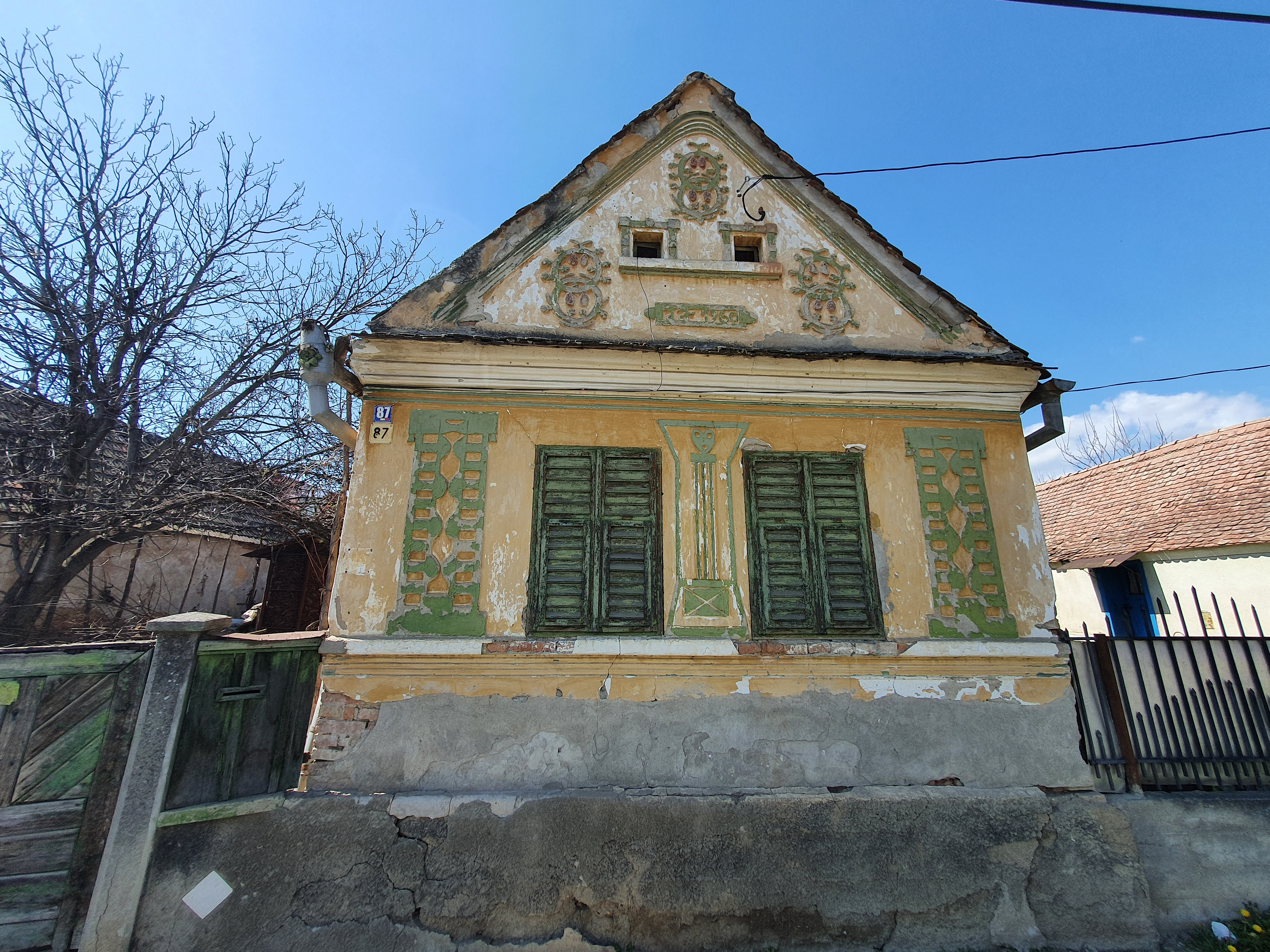
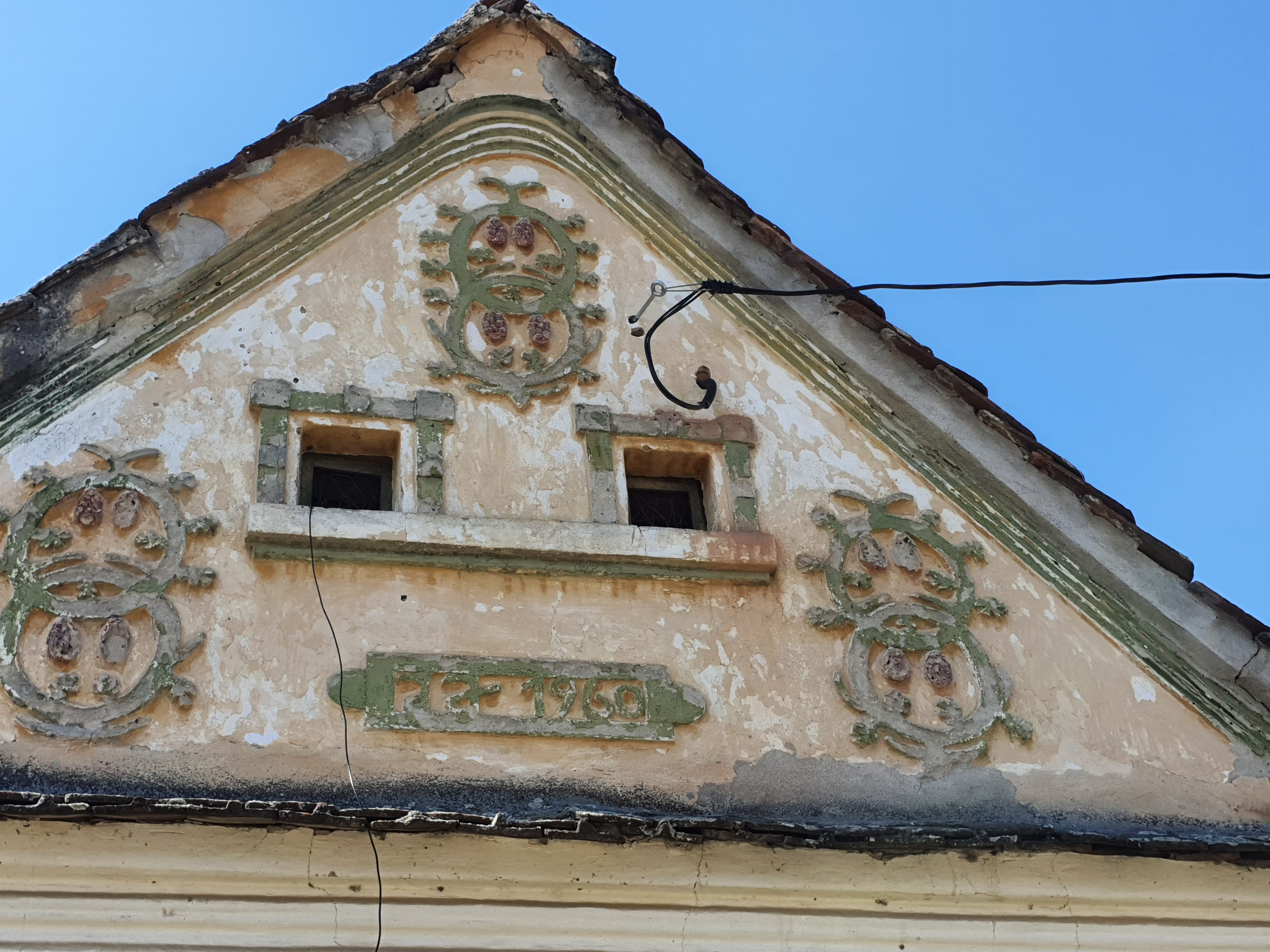
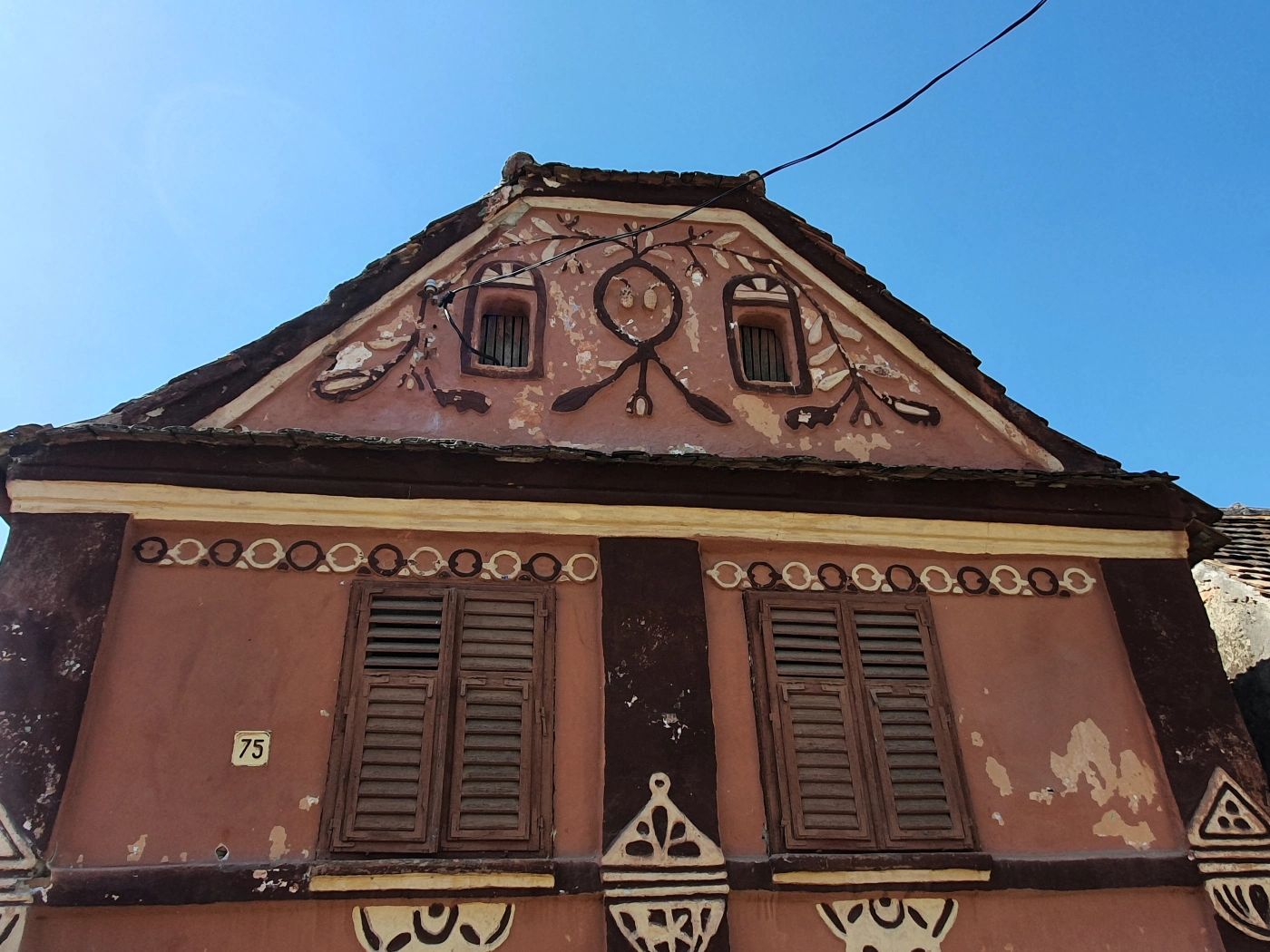
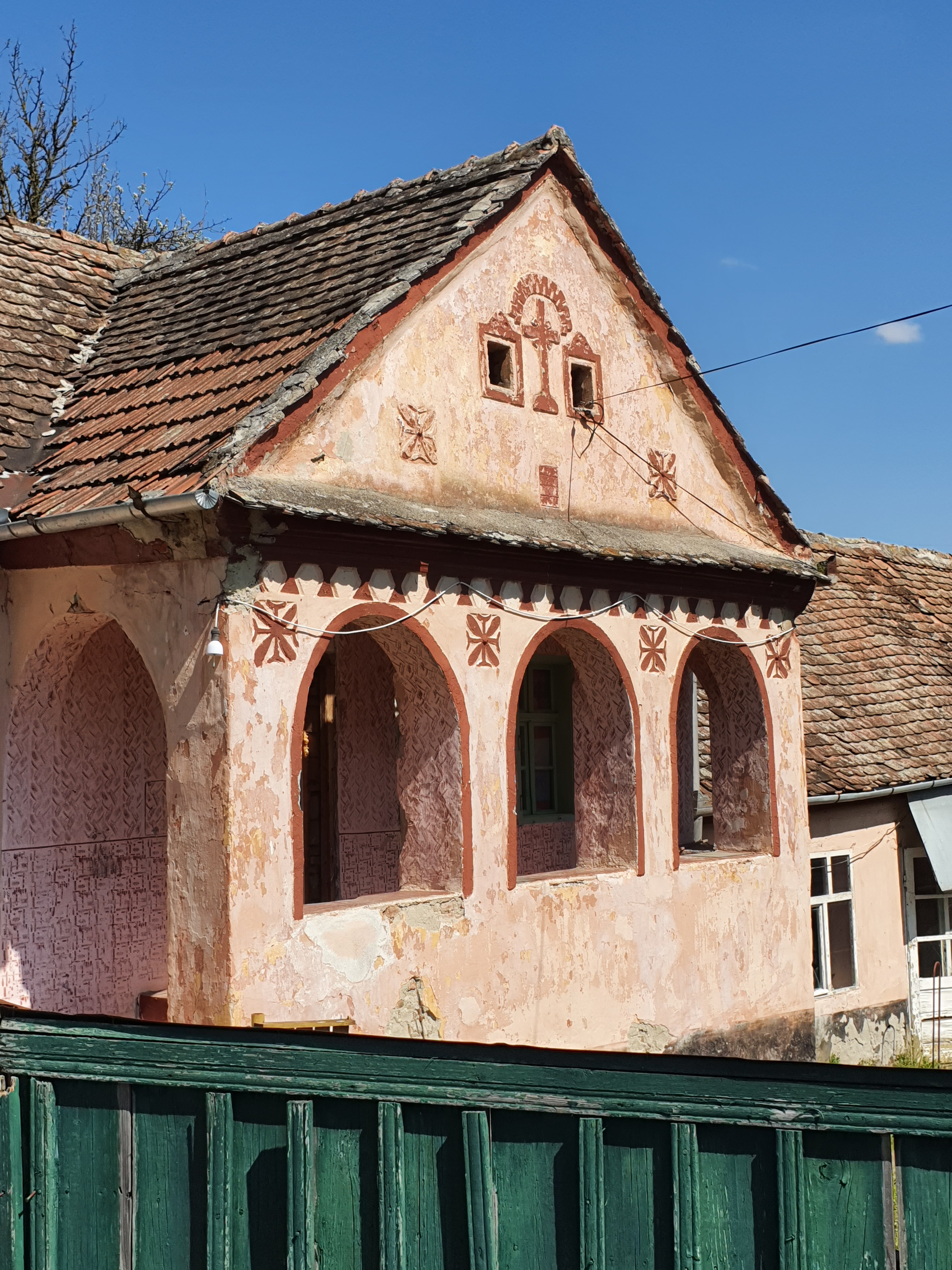
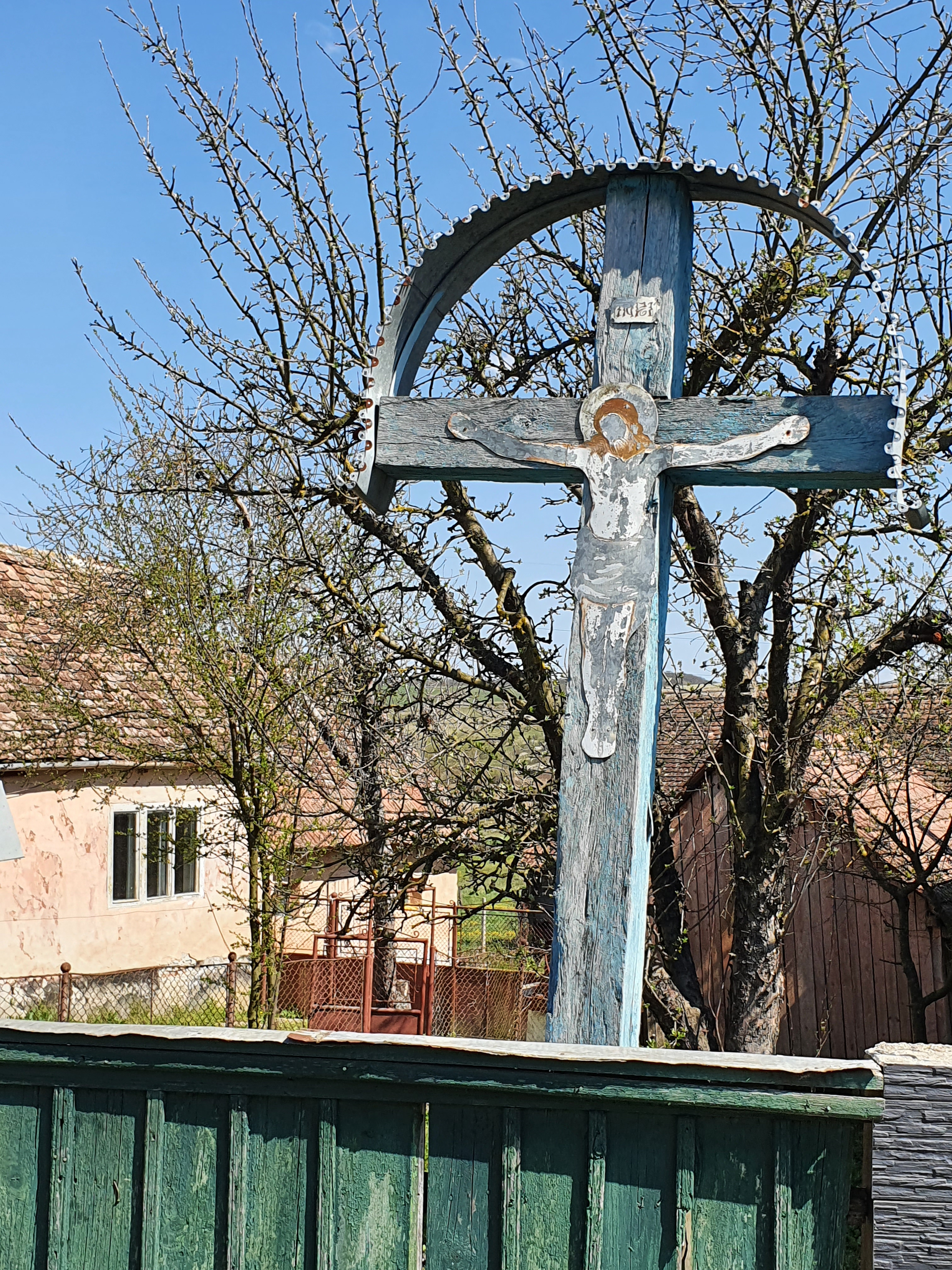
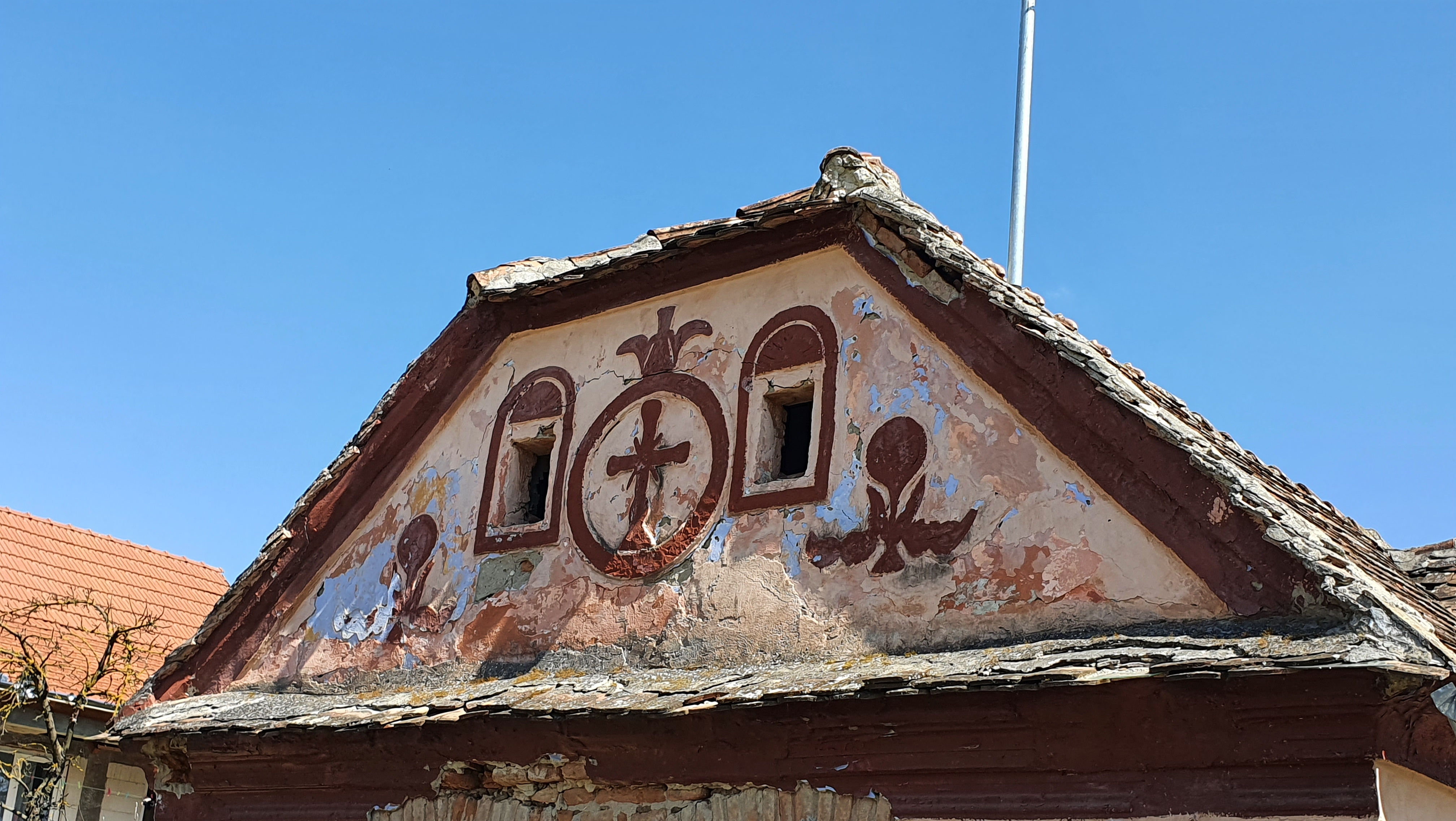
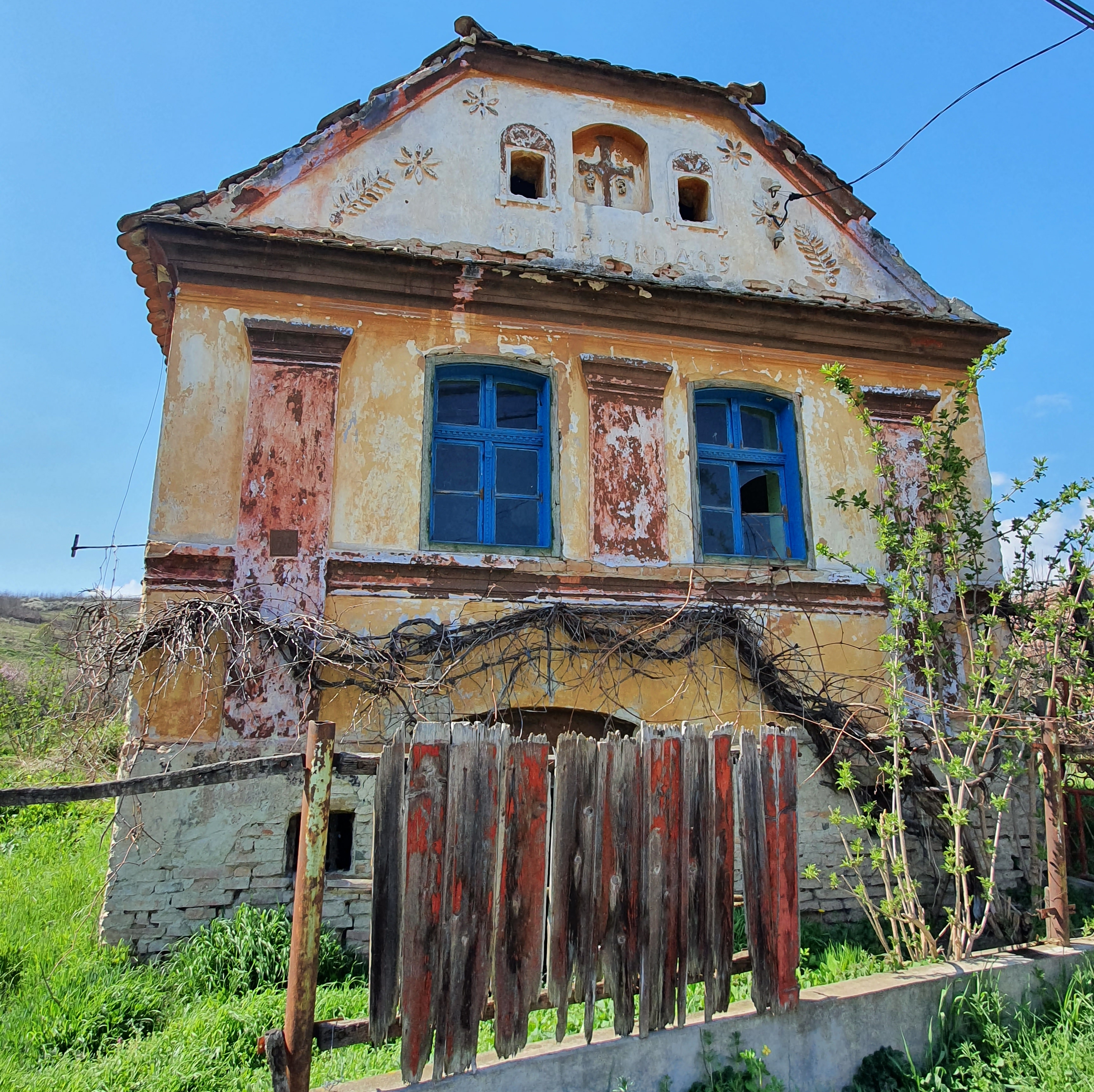